# Pakt o nieagresji między Polską a ZSRR (1932)
Pakt o nieagresji między Polską a ZSRR – układ międzynarodowy zawarty w Moskwie 25 lipca 1932 między Polską a ZSRR. Umowę zawarto według art. 7 na trzy lata (z klauzulą automatycznego przedłużenia o dalsze 2 lata w razie niewypowiedzenia przez żadną ze stron na 6 miesięcy przed upływem terminu), a następnie 5 maja 1934 przedłużono do 31 grudnia 1945, z pozostawieniem zasady automatycznego przedłużenia rozszerzoną na nieograniczoną liczbę razy.
Rozmowy na temat zawarcia tego układu rozpoczęły się w styczniu 1926. Zaprzestano ich po zerwaniu w maju 1927 stosunków dyplomatycznych między Wielką Brytanią a ZSRR w konsekwencji afery szpiegowskiej związanej z działalnością sowieckiej misji handlowej w Londynie i po zabójstwie posła ZSRR w Warszawie Piotra Wojkowa przez rosyjskiego emigranta Borysa Kowerdę w czerwcu 1927.
Zawieszone rozmowy polsko-sowieckie podjęto ponownie dopiero pod koniec roku 1931, ponieważ strona polska uważała zobowiązania o nieagresji wynikające z podpisanego w 1929 tzw. protokołu Litwinowa za niewystarczające.
Ze strony polskiej pakt podpisał Stanisław Patek, ze strony radzieckiej Nikołaj Krestinski.
Preambuła powoływała się na traktat ryski z 1921 jako podstawę wzajemnych stosunków i zobowiązań między stronami. Art. 1 zabraniał każdej ze stron napaści na drugą zarówno samodzielnie, jak i w porozumieniu z trzecią stroną. Za napaść uznawał wszelki akt gwałtu, naruszający całość i nietykalność terytorium lub niepodległość polityczną drugiej Umawiającej się Strony, nawet gdyby te działania były dokonane bez wypowiedzenia wojny i z uniknięciem wszelkich jej możliwych przejawów.
W razie napaści państwa trzeciego na jedną ze stron art. 2 zobowiązywał drugą stronę do nieudzielania pomocy czy poparcia napastnikowi, choćby pośredniej. Napaść strony paktu na państwo trzecie dozwalał drugiej stronie na wypowiedzenie go bez uprzedzenia.
Art. 3 zabraniał stronom brać udział w porozumieniach z punktu widzenia agresji jawnie dla drugiej Strony wrogich. Art. 4 głosił, że art. 1 i 2 nie naruszają zobowiązań wynikających z umów zawartych uprzednio, o ile te umowy nie zawierają w sobie elementu napaści.
Art. 5 zobowiązywał strony do pokojowego rozstrzygania sporów. Spory, których nie udało się rozwiązać na drodze dyplomatycznej, miały być przekazywane komisji pojednawczej, zgodnie z postanowieniami podpisanej osobno Konwencji uznanej za integralną część Paktu.
1 protokół dodatkowy zaznaczał, że upływ terminu lub przedterminowe wymówienie nie oznacza ograniczenia lub uchylenia się od wykonania zobowiązań, wypływających z paktu Brianda-Kellogga, w 2 protokole strony oświadczały iż nie ma między nimi żadnych zasadniczych spraw spornych. Wymiana dokumentów ratyfikacyjnych nastąpiła w Warszawie 23 grudnia 1932 r. co zgodnie z art. 6 Paktu oznaczało nabranie przezeń mocy.
26 listopada 1938 r. ogłoszono wspólny komunikat obu rządów, że podstawą stosunków pozostają w całej swej rozciągłości wszystkie istniejące umowy łącznie z paktem o nieagresji polsko-sowieckim z 25 lipca 1932 r. i że pakt ten posiada dostatecznie szeroką podstawę gwarantującą nienaruszalność stosunków pokojowych między obu państwami. Podobne oświadczenie wygłosił 2 czerwca 1939 nowo mianowany ambasador ZSRR w Polsce Nikołaj Szaronow.
Aktem sprzecznym ze wszystkimi umowami wiążącymi Polskę i ZSRR był tajny protokół do paktu Ribbentrop-Mołotow z 23 sierpnia 1939, zawartego między Niemcami a ZSRR, przewidujący faktyczną likwidację Rzeczypospolitej przez III Rzeszę i ZSRR. W konsekwencji, po agresji Niemiec na Polskę, 17 września 1939 rząd ZSRR jednostronnie uznał układ z 1932 i wszystkie umowy zawarte z rządem lub z udziałem rządu RP za nieistniejące pod pretekstem „zaprzestania istnienia państwa polskiego” i dokonał siłami Armii Czerwonej najazdu na Polskę. Agresja zbrojna ZSRR była złamaniem wszystkich powyższych porozumień międzynarodowych, w tym w szczególności paktu o nieagresji z roku 1932, protokołu Litwinowa, konwencji o określeniu napaści i paktu Ligi Narodów.